# Aad Groeneveld
Aad Groeneveld was voorzitter van PSV van 1970 tot 1983. 
Groeneveld werkte nauw samen met manager Ben van Gelder en tijdens de voorzittersperiode van Groeneveld won PSV de UEFA Cup (1978), drie landstitels en twee KNVB bekers. Groeneveld werd benoemd tot erelid van PSV.